# Brasil en la Copa América 2021
La selección de Brasil fue uno de los 10 equipos participantes en la Copa América 2021, torneo continental que se llevó a cabo del 13 de junio al 10 de julio de 2021 en Brasil. Fue la trigésima séptima participación de Brasil.
Brasil estuvo en el Grupo B, de acuerdo a las políticas de esta edición, junto a Ecuador, Colombia, Perú y Venezuela. El 31 de mayo de 2021 se anunció a Brasil como sede de torneo, siendo así de manera consecutiva el anfitrión de los partidos.

## Preparación
La selección de Brasil tuvo una participación excelente en la Copa América 2019 celebrada en su territorio como anfitrión, donde la selección quedó campeona de América por novena vez ante Perú en la final derrotándolo por 3-1 donde su camino al título fueron los triunfos ante Bolivia (3:0), un empate ante Venezuela (0:0) y una victoria por goleada ante Perú (5:0) clasificando primera de grupo A. En cuartos de final igualó sin goles ante Paraguay y en penales logró vencerlo por (4:3). En semifinales se midió ante su clásico rival la selección de Argentina donde logró derrotarla por 2-0. Tras el cierre de la Copa América 2019, la selección campeona de América luego afrontó amistosos preparatorios para las Eliminatorias Sudamericanas rumbo a Catar 2022 y la Copa América 2021, que se desarrollará nuevamente en Brasil. 
| Fecha                    | Lugar         | Instancia                    |               |                          | Resultado |                      |           |
| ------------------------ | ------------- | ---------------------------- | ------------- | ------------------------ | --------- | -------------------- | --------- |
| 6 de septiembre de 2019  | Miami Gardens | Amistoso                     | Brasil        | Bandera de Brasil        | 2:2 (2:1) | Bandera de Colombia  | Colombia  |
| 10 de septiembre de 2019 | Los Ángeles   | Amistoso                     | Brasil        | Bandera de Brasil        | 0:1 (0:0) | Bandera de Perú      | Perú      |
| 10 de octubre de 2019    | Singapur      | Amistoso                     | Brasil        | Bandera de Brasil        | 1:1 (1:1) | Bandera de Senegal   | Senegal   |
| 13 de octubre de 2019    | Singapur      | Amistoso                     | Brasil        | Bandera de Brasil        | 1:1 (0:1) | Bandera de Nigeria   | Nigeria   |
| 15 de noviembre de 2019  | Riad          | Superclásico de las Américas | Brasil        | Bandera de Brasil        | 0:1 (0:1) | Bandera de Argentina | Argentina |
| 19 de noviembre de 2019  | Abu Dabi      | Amistoso                     | Corea del Sur | Bandera de Corea del Sur | 0:3 (0:2) | Bandera de Brasil    | Brasil    |
| 9 de octubre de 2020     | São Paulo     | Eliminatorias                | Brasil        | Bandera de Brasil        | 5:0 (2:0) | Bandera de Bolivia   | Bolivia   |
| 12 de octubre de 2020    | Lima          | Eliminatorias                | Perú          | Bandera de Perú          | 2:4 (1:1) | Bandera de Brasil    | Brasil    |
| 13 de noviembre de 2020  | São Paulo     | Eliminatorias                | Brasil        | Bandera de Brasil        | 1:0 (0:0) | Bandera de Venezuela | Venezuela |
| 17 de noviembre de 2020  | Montevideo    | Eliminatorias                | Uruguay       | Bandera de Uruguay       | 0:2 (0:2) | Bandera de Brasil    | Brasil    |
| 4 de junio de 2021       | Porto Alegre  | Eliminatorias                | Brasil        | Bandera de Brasil        | 2:0 (0:0) | Bandera de Ecuador   | Ecuador   |
| 8 de junio de 2021       | Asunción      | Eliminatorias                | Paraguay      | Bandera de Paraguay      | 0:2 (0:1) | Bandera de Brasil    | Brasil    |

## Plantel
| No.   | Pos. | Jugador         | Fecha de nacimiento (edad)         | Apa. | Goles | Club                |
| ----- | ---- | --------------- | ---------------------------------- | ---- | ----- | ------------------- |
| 1     | POR  | Alisson Becker  | 2 de octubre de 1992 (28 años)     | 34   | 0     | Liverpool           |
| 2     | DEF  | Danilo          | 15 de julio de 1991 (29 años)      | 0    | 0     | Juventus            |
| 3     | DEF  | Thiago Silva    | 22 de septiembre de 1984 (36 años) | 77   | 6     | Chelsea             |
| 4     | DEF  | Marquinhos      | 14 de mayo de 1994 (27 años)       | 30   | 0     | París Saint-Germain |
| 5     | MED  | Casemiro        | 23 de febrero de 1992 (29 años)    | 30   | 0     | Real Madrid         |
| 6     | DEF  | Alex Sandro     | 26 de enero de 1991 (30 años)      | 12   | 1     | Juventus            |
| 7     | DEL  | Richarlison     | 10 de mayo de 1997 (24 años)       | 8    | 3     | Everton             |
| 8     | MED  | Fred            | 5 de marzo de 1993 (28 años)       | 0    | 0     | Manchester United   |
| 9     | DEL  | Gabriel Jesus   | 3 de abril de 1997 (24 años)       | 23   | 13    | Manchester City     |
| 10    | DEL  | Neymar          | 5 de febrero de 1992 (29 años)     | 0    | 0     | París Saint-Germain |
| 11    | MED  | Éverton Ribeiro | 10 de abril de 1989 (32 años)      | 0    | 0     | Flamengo            |
| 12    | POR  | Weverton        | 13 de diciembre de 1987 (33 años)  | 0    | 0     | Palmeiras           |
| 13    | DEF  | Emerson         | 14 de enero de 1999 (22 años)      | 0    | 0     | F. C. Barcelona     |
| 14    | DEF  | Éder Militão    | 18 de enero de 1998 (23 años)      | 2    | 0     | Real Madrid         |
| 15    | MED  | Fabinho         | 23 de octubre de 1993 (27 años)    | 0    | 0     | Liverpool           |
| 16    | DEF  | Renan Lodi      | 8 de abril de 1998 (23 años)       | 0    | 0     | Atlético de Madrid  |
| 17    | MED  | Lucas Paquetá   | 27 de agosto de 1997 (23 años)     | 4    | 1     | Olympique de Lyon   |
| 18    | DEL  | Vinícius Júnior | 12 de julio de 2000 (20 años)      | 0    | 0     | Real Madrid         |
| 19    | DEL  | Éverton         | 22 de marzo de 1996 (25 años)      | 0    | 0     | Benfica             |
| 20    | DEL  | Roberto Firmino | 2 de octubre de 1991 (29 años)     | 25   | 9     | Liverpool           |
| 21    | DEL  | Gabriel Barbosa | 30 de agosto de 1996 (24 años)     | 0    | 0     | Flamengo            |
| 22    | DEF  | Felipe          | 16 de mayo de 1989 (32 años)       | 0    | 0     | Atlético de Madrid  |
| 23    | POR  | Ederson         | 17 de agosto de 1993 (27 años)     | 4    | 0     | Manchester City     |
| 24    | MED  | Douglas Luiz    | 19 de mayo de 1998 (23 años)       | 0    | 0     | Aston Villa         |
| D. T. | Tite | Tite            | Tite                               | Tite | Tite  | Tite                |

## Participación

### Partidos
| Fecha       | Lugar          | Instancia        |           |                      | Resultado |                      |           |
| ----------- | -------------- | ---------------- | --------- | -------------------- | --------- | -------------------- | --------- |
| 13 de junio | Brasilia       | Fase de grupos   | Brasil    | Bandera de Brasil    | 3:0 (1:0) | Bandera de Venezuela | Venezuela |
| 17 de junio | Río de Janeiro | Fase de grupos   | Brasil    | Bandera de Brasil    | 4:0 (1:0) | Bandera de Perú      | Perú      |
| 23 de junio | Río de Janeiro | Fase de grupos   | Brasil    | Bandera de Brasil    | 2:1 (0:1) | Bandera de Colombia  | Colombia  |
| 27 de junio | Goiânia        | Fase de grupos   | Brasil    | Bandera de Brasil    | 1:1 (1:0) | Bandera de Ecuador   | Ecuador   |
| 2 de julio  | Río de Janeiro | Cuartos de final | Brasil    | Bandera de Brasil    | 1:0 (0:0) | Bandera de Chile     | Chile     |
| 5 de julio  | Río de Janeiro | Semifinales      | Brasil    | Bandera de Brasil    | 1:0 (1:0) | Bandera de Perú      | Perú      |
| 10 de julio | Río de Janeiro | Final            | Argentina | Bandera de Argentina | 1:0 (1:0) | Bandera de Brasil    | Brasil    |

### Primera fase - Grupo B

#### Posiciones
| Selección | Pts | PJ | PG | PE | PP | GF | GC | Dif |
| --------- | --- | -- | -- | -- | -- | -- | -- | --- |
| Brasil    | 10  | 4  | 3  | 1  | 0  | 10 | 2  | +8  |
| Perú      | 7   | 4  | 2  | 1  | 1  | 5  | 7  | –2  |
| Colombia  | 4   | 4  | 1  | 1  | 3  | 3  | 4  | –1  |
| Ecuador   | 3   | 4  | 0  | 3  | 1  | 5  | 6  | –1  |
| Venezuela | 2   | 4  | 0  | 2  | 2  | 2  | 6  | –4  |

#### Brasil vs. Venezuela
| Jornada 1; 13 de junio | Brasil                                                   | 3:0 (1:0) | Venezuela | Estadio Mané Garrincha, Brasilia                                            |                                                                             |
| 18:00 (UTC-3)          | Marquinhos 23' · Neymar 64' (pen.) · Gabriel Barbosa 89' | Reporte   |           | Asistencia: 0 espectadores Árbitro(s): Esteban Ostojich VAR: Julio Bascuñán | Asistencia: 0 espectadores Árbitro(s): Esteban Ostojich VAR: Julio Bascuñán |

| 1          | Guardameta     | Alisson       |     |
| 2          | Defensa        | Danilo        |     |
| 14         | Defensa        | Éder Militão  |     |
| 4          | Defensa        | Marquinhos    |     |
| 16         | Defensa        | Renan Lodi    | 46' |
| 5          | Centrocampista | Casemiro      |     |
| 8          | Centrocampista | Fred          | 85' |
| 17         | Centrocampista | Lucas Paquetá | 46' |
| 7          | Delantero      | Richarlison   | 65' |
| 10         | Delantero      | Neymar        |     |
| 9          | Delantero      | Gabriel Jesus | 85' |
| Entrenador | Entrenador     | Tite          |     |

| 12         | Guardameta     | Joel Graterol         |       |
| 14         | Defensa        | Luis Mago             |       |
| 28         | Defensa        | Adrián Martínez       |       |
| 27         | Defensa        | Yohan Cumana          |       |
| 21         | Defensa        | Alexander González    | 90+2' |
| 24         | Centrocampista | Bernaldo Manzano      | 77'   |
| 13         | Centrocampista | José Martínez         |       |
| 5          | Centrocampista | Júnior Moreno         |       |
| 8          | Centrocampista | Francisco La Mantía   |       |
| 23         | Centrocampista | Cristian Cásseres     | 84'   |
| 9          | Delantero      | Fernando Aristeguieta | 77'   |
| Entrenador | Entrenador     | José Peseiro          |       |

| 6  | Defensa        | Alex Sandro     | 46' |
| 11 | Centrocampista | Éverton Ribeiro | 46' |
| 21 | Delantero      | Gabriel Barbosa | 65' |
| 18 | Delantero      | Vinícius Júnior | 85' |
| 15 | Centrocampista | Fabinho         | 85' |

| 11 | Delantero      | Sergio Córdova   | 77'   |
| 25 | Centrocampista | Richard Celis    | 77'   |
| 26 | Centrocampista | Edson Castillo   | 84'   |
| 20 | Delantero      | Ronald Hernández | 90+2' |

| Anotado         | 23' | Marquinhos      | 1−0 |
| Anotado · Penal | 64' | Neymar          | 2−0 |
| Anotado         | 89' | Gabriel Barbosa | 3−0 |

| Amonestado | 38' | Renan Lodi      |
| Amonestado | 66' | Gabriel Barbosa |

| Amonestado | 69' | Bernaldo Manzano |
| Amonestado | 80' | Luis Mago        |

| Árbitro             | Esteban Ostojich |
| Árbitros asistentes | Carlos Barreiro  |
| Árbitros asistentes | Martín Soppi     |
| Cuarto árbitro      | Gery Vargas      |
| VAR                 | Julio Bascuñán   |
| Adicional VAR       | Cristián Garay   |
| Asesor de árbitros  | Enrique Cáceres  |

| 1          | Guardameta     | Alisson       |     |
| 2          | Defensa        | Danilo        |     |
| 14         | Defensa        | Éder Militão  |     |
| 4          | Defensa        | Marquinhos    |     |
| 16         | Defensa        | Renan Lodi    | 46' |
| 5          | Centrocampista | Casemiro      |     |
| 8          | Centrocampista | Fred          | 85' |
| 17         | Centrocampista | Lucas Paquetá | 46' |
| 7          | Delantero      | Richarlison   | 65' |
| 10         | Delantero      | Neymar        |     |
| 9          | Delantero      | Gabriel Jesus | 85' |
| Entrenador | Entrenador     | Tite          |     |

| 12         | Guardameta     | Joel Graterol         |       |
| 14         | Defensa        | Luis Mago             |       |
| 28         | Defensa        | Adrián Martínez       |       |
| 27         | Defensa        | Yohan Cumana          |       |
| 21         | Defensa        | Alexander González    | 90+2' |
| 24         | Centrocampista | Bernaldo Manzano      | 77'   |
| 13         | Centrocampista | José Martínez         |       |
| 5          | Centrocampista | Júnior Moreno         |       |
| 8          | Centrocampista | Francisco La Mantía   |       |
| 23         | Centrocampista | Cristian Cásseres     | 84'   |
| 9          | Delantero      | Fernando Aristeguieta | 77'   |
| Entrenador | Entrenador     | José Peseiro          |       |

| 6  | Defensa        | Alex Sandro     | 46' |
| 11 | Centrocampista | Éverton Ribeiro | 46' |
| 21 | Delantero      | Gabriel Barbosa | 65' |
| 18 | Delantero      | Vinícius Júnior | 85' |
| 15 | Centrocampista | Fabinho         | 85' |

| 11 | Delantero      | Sergio Córdova   | 77'   |
| 25 | Centrocampista | Richard Celis    | 77'   |
| 26 | Centrocampista | Edson Castillo   | 84'   |
| 20 | Delantero      | Ronald Hernández | 90+2' |

| Anotado         | 23' | Marquinhos      | 1−0 |
| Anotado · Penal | 64' | Neymar          | 2−0 |
| Anotado         | 89' | Gabriel Barbosa | 3−0 |

| Amonestado | 38' | Renan Lodi      |
| Amonestado | 66' | Gabriel Barbosa |

| Amonestado | 69' | Bernaldo Manzano |
| Amonestado | 80' | Luis Mago        |

| Árbitro             | Esteban Ostojich |
| Árbitros asistentes | Carlos Barreiro  |
| Árbitros asistentes | Martín Soppi     |
| Cuarto árbitro      | Gery Vargas      |
| VAR                 | Julio Bascuñán   |
| Adicional VAR       | Cristián Garay   |
| Asesor de árbitros  | Enrique Cáceres  |

| Estadísticas      | Bandera de Brasil | Bandera de Venezuela |
| Tiros             | 18                | 3                    |
| Tiros a puerta    | 7                 | 1                    |
| Faltas            | 11                | 14                   |
| Saques de esquina | 9                 | 4                    |
| Penaltis          | 1                 | 0                    |
| Fueras de juego   | 2                 | 1                    |
| Posesión de balón | 62%               | 38%                  |

#### Brasil vs. Perú
| Jornada 2; 17 de junio | Brasil                                                                 | 4:0 (1:0) | Perú | Estadio Nilton Santos, Río de Janeiro                                         |                                                                               |
| 21:00 (UTC-3)          | Alex Sandro 12' · Neymar 68' · Éverton Ribeiro 89' · Richarlison 90+3' | Reporte   |      | Asistencia: Sin espectadores Árbitro(s): Patricio Loustau VAR: Mauro Vigliano | Asistencia: Sin espectadores Árbitro(s): Patricio Loustau VAR: Mauro Vigliano |

| 23         | Guardameta     | Ederson         |     |
| 2          | Defensa        | Danilo          | 84' |
| 14         | Defensa        | Éder Militão    |     |
| 3          | Defensa        | Thiago Silva    |     |
| 6          | Defensa        | Alex Sandro     | 77' |
| 19         | Centrocampista | Éverton         | 46' |
| 8          | Centrocampista | Fred            |     |
| 15         | Centrocampista | Fabinho         |     |
| 9          | Centrocampista | Gabriel Jesus   | 72' |
| 21         | Delantero      | Gabriel Barbosa | 46' |
| 10         | Delantero      | Neymar          |     |
| Entrenador | Entrenador     | Tite            |     |

| 1          | Guardameta     | Pedro Gallese     |     |
| 3          | Defensa        | Aldo Corzo        |     |
| 15         | Defensa        | Christian Ramos   |     |
| 2          | Defensa        | Luis Abram        |     |
| 16         | Defensa        | Marcos López      |     |
| 13         | Centrocampista | Renato Tapia      |     |
| 19         | Centrocampista | Yoshimar Yotún    | 74' |
| 18         | Centrocampista | André Carrillo    |     |
| 8          | Centrocampista | Sergio Peña       | 67' |
| 10         | Centrocampista | Christian Cueva   | 74' |
| 9          | Delantero      | Gianluca Lapadula | 67' |
| Entrenador | Entrenador     | Ricardo Gareca    |     |

| 11 | Centrocampista | Éverton Ribeiro | 46' |
| 7  | Delantero      | Richarlison     | 46' |
| 20 | Delantero      | Roberto Firmino | 72' |
| 16 | Defensa        | Renan Lodi      | 77' |
| 13 | Defensa        | Emerson         | 84' |

| 11 | Delantero      | Alex Valera   | 67' |
| 17 | Delantero      | Luis Iberico  | 67' |
| 7  | Centrocampista | Martín Távara | 74' |
| 23 | Centrocampista | Alexis Arias  | 74' |

| Anotado | 12'   | Alex Sandro     | 1–0 |
| Anotado | 68'   | Neymar          | 2–0 |
| Anotado | 89'   | Éverton Ribeiro | 3–0 |
| Anotado | 90+3' | Richarlison     | 4–0 |

| Amonestado | 59' | Gabriel Jesus |

| Amonestado | 23' | Christian Ramos |
| Amonestado | 44' | Yoshimar Yotún  |
| Amonestado | 82' | Alexis Arias    |

| Árbitro             | Patricio Loustau    |
| Árbitros asistentes | Gabriel Chade       |
| Árbitros asistentes | Ezequiel Brailovsky |
| Cuarto árbitro      | Facundo Tello       |
| VAR                 | Mauro Vigliano      |
| Adicional VAR       | Cristián Garay      |
| Asesor de árbitros  | Ubaldo Aquino       |

| 23         | Guardameta     | Ederson         |     |
| 2          | Defensa        | Danilo          | 84' |
| 14         | Defensa        | Éder Militão    |     |
| 3          | Defensa        | Thiago Silva    |     |
| 6          | Defensa        | Alex Sandro     | 77' |
| 19         | Centrocampista | Éverton         | 46' |
| 8          | Centrocampista | Fred            |     |
| 15         | Centrocampista | Fabinho         |     |
| 9          | Centrocampista | Gabriel Jesus   | 72' |
| 21         | Delantero      | Gabriel Barbosa | 46' |
| 10         | Delantero      | Neymar          |     |
| Entrenador | Entrenador     | Tite            |     |

| 1          | Guardameta     | Pedro Gallese     |     |
| 3          | Defensa        | Aldo Corzo        |     |
| 15         | Defensa        | Christian Ramos   |     |
| 2          | Defensa        | Luis Abram        |     |
| 16         | Defensa        | Marcos López      |     |
| 13         | Centrocampista | Renato Tapia      |     |
| 19         | Centrocampista | Yoshimar Yotún    | 74' |
| 18         | Centrocampista | André Carrillo    |     |
| 8          | Centrocampista | Sergio Peña       | 67' |
| 10         | Centrocampista | Christian Cueva   | 74' |
| 9          | Delantero      | Gianluca Lapadula | 67' |
| Entrenador | Entrenador     | Ricardo Gareca    |     |

| 11 | Centrocampista | Éverton Ribeiro | 46' |
| 7  | Delantero      | Richarlison     | 46' |
| 20 | Delantero      | Roberto Firmino | 72' |
| 16 | Defensa        | Renan Lodi      | 77' |
| 13 | Defensa        | Emerson         | 84' |

| 11 | Delantero      | Alex Valera   | 67' |
| 17 | Delantero      | Luis Iberico  | 67' |
| 7  | Centrocampista | Martín Távara | 74' |
| 23 | Centrocampista | Alexis Arias  | 74' |

| Anotado | 12'   | Alex Sandro     | 1–0 |
| Anotado | 68'   | Neymar          | 2–0 |
| Anotado | 89'   | Éverton Ribeiro | 3–0 |
| Anotado | 90+3' | Richarlison     | 4–0 |

| Amonestado | 59' | Gabriel Jesus |

| Amonestado | 23' | Christian Ramos |
| Amonestado | 44' | Yoshimar Yotún  |
| Amonestado | 82' | Alexis Arias    |

| Árbitro             | Patricio Loustau    |
| Árbitros asistentes | Gabriel Chade       |
| Árbitros asistentes | Ezequiel Brailovsky |
| Cuarto árbitro      | Facundo Tello       |
| VAR                 | Mauro Vigliano      |
| Adicional VAR       | Cristián Garay      |
| Asesor de árbitros  | Ubaldo Aquino       |

| Estadísticas      | Bandera de Brasil | Bandera de Perú |
| Tiros             | 17                | 7               |
| Tiros a puerta    | 9                 | 2               |
| Faltas            | 14                | 20              |
| Saques de esquina | 2                 | 3               |
| Penaltis          | 0                 | 0               |
| Fueras de juego   | 2                 | 0               |
| Posesión de balón | 55%               | 45%             |

#### Brasil vs. Colombia
| Jornada 4; 23 de junio | Brasil                        | 2:1 (0:1) | Colombia | Estadio Nilton Santos, Río de Janeiro                                      |                                                                            |
| 21:00 (UCT-3)          | Firmino 78' · Casemiro 90+10' | Reporte   | Díaz 10' | Asistencia: Sin espectadores Árbitro(s): Néstor Pitana VAR: Mauro Vigliano | Asistencia: Sin espectadores Árbitro(s): Néstor Pitana VAR: Mauro Vigliano |

| 12         | Guardameta     | Weverton        |     |
| 2          | Defensa        | Danilo          |     |
| 4          | Defensa        | Marquinhos      |     |
| 3          | Defensa        | Thiago Silva    |     |
| 6          | Defensa        | Alex Sandro     | 62' |
| 11         | Centrocampista | Éverton Ribeiro | 46' |
| 5          | Centrocampista | Casemiro        |     |
| 8          | Centrocampista | Fred            | 68' |
| 9          | Delantero      | Gabriel Jesus   | 77' |
| 7          | Delantero      | Richarlison     | 77' |
| 10         | Delantero      | Neymar          |     |
| Entrenador | Entrenador     | Tite            |     |

| 1          | Guardameta     | David Ospina     |       |
| 16         | Defensa        | Daniel Muñoz     |       |
| 13         | Defensa        | Yerry Mina       |       |
| 23         | Defensa        | Davinson Sánchez |       |
| 6          | Defensa        | William Tesillo  |       |
| 11         | Centrocampista | Juan Cuadrado    |       |
| 5          | Centrocampista | Wilmar Barrios   |       |
| 15         | Centrocampista | Mateus Uribe     |       |
| 14         | Centrocampista | Luis Díaz        | 90+1' |
| 18         | Delantero      | Rafael Borré     | 64'   |
| 7          | Delantero      | Duván Zapata     | 64'   |
| Entrenador | Entrenador     | Reinaldo Rueda   |       |

| 20 | Delantero      | Roberto Firmino | 46' |
| 16 | Defensa        | Renan Lodi      | 62' |
| 17 | Centrocampista | Lucas Paquetá   | 68' |
| 21 | Delantero      | Gabriel Barbosa | 77' |
| 18 | Delantero      | Éverton         | 77' |

| 19 | Delantero      | Miguel Borja    | 64'   |
| 8  | Centrocampista | Gustavo Cuéllar | 64'   |
| 3  | Defensa        | Óscar Murillo   | 90+1' |

| Anotado | 78'    | Roberto Firmino | 1–1 |
| Anotado | 90+10' | Casemiro        | 2–1 |

| Anotado | 10' | Luis Díaz | 0–1 |

| Amonestado | 14' | Alex Sandro     |
| Amonestado | 27' | Éverton Ribeiro |
| Amonestado | 87' | Neymar          |

| Amonestado | 70'    | Juan Cuadrado   |
| Amonestado | 81'    | David Ospina    |
| Amonestado | 90+9'  | Wilmar Barrios  |
| Amonestado | 90+12' | Gustavo Cuéllar |

| Árbitro             | Néstor Pitana       |
| Árbitros asistentes | Ezequiel Brailovsky |
| Árbitros asistentes | José Antelo         |
| Cuarto árbitro      | Leodán González     |
| VAR                 | Mauro Vigliano      |
| Adicional VAR       | Facundo Tello       |
| Asesor de árbitros  | Ubaldo Aquino       |

| 12         | Guardameta     | Weverton        |     |
| 2          | Defensa        | Danilo          |     |
| 4          | Defensa        | Marquinhos      |     |
| 3          | Defensa        | Thiago Silva    |     |
| 6          | Defensa        | Alex Sandro     | 62' |
| 11         | Centrocampista | Éverton Ribeiro | 46' |
| 5          | Centrocampista | Casemiro        |     |
| 8          | Centrocampista | Fred            | 68' |
| 9          | Delantero      | Gabriel Jesus   | 77' |
| 7          | Delantero      | Richarlison     | 77' |
| 10         | Delantero      | Neymar          |     |
| Entrenador | Entrenador     | Tite            |     |

| 1          | Guardameta     | David Ospina     |       |
| 16         | Defensa        | Daniel Muñoz     |       |
| 13         | Defensa        | Yerry Mina       |       |
| 23         | Defensa        | Davinson Sánchez |       |
| 6          | Defensa        | William Tesillo  |       |
| 11         | Centrocampista | Juan Cuadrado    |       |
| 5          | Centrocampista | Wilmar Barrios   |       |
| 15         | Centrocampista | Mateus Uribe     |       |
| 14         | Centrocampista | Luis Díaz        | 90+1' |
| 18         | Delantero      | Rafael Borré     | 64'   |
| 7          | Delantero      | Duván Zapata     | 64'   |
| Entrenador | Entrenador     | Reinaldo Rueda   |       |

| 20 | Delantero      | Roberto Firmino | 46' |
| 16 | Defensa        | Renan Lodi      | 62' |
| 17 | Centrocampista | Lucas Paquetá   | 68' |
| 21 | Delantero      | Gabriel Barbosa | 77' |
| 18 | Delantero      | Éverton         | 77' |

| 19 | Delantero      | Miguel Borja    | 64'   |
| 8  | Centrocampista | Gustavo Cuéllar | 64'   |
| 3  | Defensa        | Óscar Murillo   | 90+1' |

| Anotado | 78'    | Roberto Firmino | 1–1 |
| Anotado | 90+10' | Casemiro        | 2–1 |

| Anotado | 10' | Luis Díaz | 0–1 |

| Amonestado | 14' | Alex Sandro     |
| Amonestado | 27' | Éverton Ribeiro |
| Amonestado | 87' | Neymar          |

| Amonestado | 70'    | Juan Cuadrado   |
| Amonestado | 81'    | David Ospina    |
| Amonestado | 90+9'  | Wilmar Barrios  |
| Amonestado | 90+12' | Gustavo Cuéllar |

| Árbitro             | Néstor Pitana       |
| Árbitros asistentes | Ezequiel Brailovsky |
| Árbitros asistentes | José Antelo         |
| Cuarto árbitro      | Leodán González     |
| VAR                 | Mauro Vigliano      |
| Adicional VAR       | Facundo Tello       |
| Asesor de árbitros  | Ubaldo Aquino       |

| Estadísticas      | Bandera de Brasil | Bandera de Colombia |
| Tiros             | 15                | 3                   |
| Tiros a puerta    | 4                 | 2                   |
| Faltas            | 15                | 16                  |
| Saques de esquina | 8                 | 1                   |
| Penaltis          | 0                 | 0                   |
| Fueras de juego   | 0                 | 1                   |
| Posesión de balón | 70%               | 30%                 |

#### Brasil vs. Ecuador
| Jornada 5; 27 de junio | Brasil      | 1:1 (1:0) | Ecuador  | Estadio Olímpico, Goiânia                                                  |                                                                            |
| 18:00 (UTC-3)          | Militão 37' | Reporte   | Mena 53' | Asistencia: Sin espectadores Árbitro(s): Roberto Tobar VAR: Julio Bascuñán | Asistencia: Sin espectadores Árbitro(s): Roberto Tobar VAR: Julio Bascuñán |

| 1          | Guardameta     | Alisson         |     |
| 13         | Defensa        | Emerson         |     |
| 4          | Defensa        | Marquinhos      |     |
| 14         | Defensa        | Éder Militão    |     |
| 16         | Defensa        | Renan Lodi      | 49' |
| 19         | Centrocampista | Éverton         | 78' |
| 15         | Centrocampista | Fabinho         |     |
| 17         | Centrocampista | Lucas Paquetá   | 78' |
| 25         | Centrocampista | Douglas Luiz    | 63' |
| 20         | Delantero      | Roberto Firmino | 63' |
| 21         | Delantero      | Gabriel Barbosa |     |
| Entrenador | Entrenador     | Tite            |     |

| 1          | Guardameta     | Hernán Galíndez       |     |
| 17         | Defensa        | Angelo Preciado       |     |
| 4          | Defensa        | Robert Arboleda       |     |
| 3          | Defensa        | Piero Hincapié        |     |
| 27         | Defensa        | Diego Palacios        | 72' |
| 23         | Centrocampista | Moisés Caicedo        | 17' |
| 20         | Centrocampista | Jhegson Méndez        |     |
| 21         | Centrocampista | Alan Franco           |     |
| 7          | Centrocampista | Pervis Estupiñán      |     |
| 18         | Centrocampista | Eduar Ayrton Preciado | 84' |
| 13         | Delantero      | Enner Valencia        | 83' |
| Entrenador | Entrenador     | Gustavo Alfaro        |     |

| 2  | Defensa        | Danilo          | 49' |
| 18 | Delantero      | Vinícius Júnior | 63' |
| 5  | Centrocampista | Casemiro        | 63' |
| 7  | Delantero      | Richarlison     | 78' |
| 11 | Centrocampista | Éverton Ribeiro | 78' |

| 15 | Centrocampista | Ángel Mena       | 17' |
| 19 | Delantero      | Gonzalo Plata    | 72' |
| 9  | Delantero      | Leonardo Campana | 83' |
| 16 | Defensa        | Mario Pineida    | 84' |

| Anotado | 37' | Éder Militão | 1−0 |

| Anotado | 53' | Ángel Mena | 1−1 |

| Amonestado | 83' | Pervis Estupiñán |

| Árbitro             | Roberto Tobar       |
| Árbitros asistentes | Christian Schiemann |
| Árbitros asistentes | Claudio Ríos        |
| Cuarto árbitro      | Andrés Cunha        |
| VAR                 | Julio Bascuñán      |
| Adicional VAR       | Cristián Garay      |
| Asesor de árbitros  | Amelio Andino       |

| 1          | Guardameta     | Alisson         |     |
| 13         | Defensa        | Emerson         |     |
| 4          | Defensa        | Marquinhos      |     |
| 14         | Defensa        | Éder Militão    |     |
| 16         | Defensa        | Renan Lodi      | 49' |
| 19         | Centrocampista | Éverton         | 78' |
| 15         | Centrocampista | Fabinho         |     |
| 17         | Centrocampista | Lucas Paquetá   | 78' |
| 25         | Centrocampista | Douglas Luiz    | 63' |
| 20         | Delantero      | Roberto Firmino | 63' |
| 21         | Delantero      | Gabriel Barbosa |     |
| Entrenador | Entrenador     | Tite            |     |

| 1          | Guardameta     | Hernán Galíndez       |     |
| 17         | Defensa        | Angelo Preciado       |     |
| 4          | Defensa        | Robert Arboleda       |     |
| 3          | Defensa        | Piero Hincapié        |     |
| 27         | Defensa        | Diego Palacios        | 72' |
| 23         | Centrocampista | Moisés Caicedo        | 17' |
| 20         | Centrocampista | Jhegson Méndez        |     |
| 21         | Centrocampista | Alan Franco           |     |
| 7          | Centrocampista | Pervis Estupiñán      |     |
| 18         | Centrocampista | Eduar Ayrton Preciado | 84' |
| 13         | Delantero      | Enner Valencia        | 83' |
| Entrenador | Entrenador     | Gustavo Alfaro        |     |

| 2  | Defensa        | Danilo          | 49' |
| 18 | Delantero      | Vinícius Júnior | 63' |
| 5  | Centrocampista | Casemiro        | 63' |
| 7  | Delantero      | Richarlison     | 78' |
| 11 | Centrocampista | Éverton Ribeiro | 78' |

| 15 | Centrocampista | Ángel Mena       | 17' |
| 19 | Delantero      | Gonzalo Plata    | 72' |
| 9  | Delantero      | Leonardo Campana | 83' |
| 16 | Defensa        | Mario Pineida    | 84' |

| Anotado | 37' | Éder Militão | 1−0 |

| Anotado | 53' | Ángel Mena | 1−1 |

| Amonestado | 83' | Pervis Estupiñán |

| Árbitro             | Roberto Tobar       |
| Árbitros asistentes | Christian Schiemann |
| Árbitros asistentes | Claudio Ríos        |
| Cuarto árbitro      | Andrés Cunha        |
| VAR                 | Julio Bascuñán      |
| Adicional VAR       | Cristián Garay      |
| Asesor de árbitros  | Amelio Andino       |

| Estadísticas      | Bandera de Brasil | Bandera de Ecuador |
| Tiros             | 6                 | 8                  |
| Tiros a puerta    | 3                 | 3                  |
| Faltas            | 5                 | 12                 |
| Saques de esquina | 4                 | 7                  |
| Penaltis          | 0                 | 0                  |
| Fueras de juego   | 1                 | 1                  |
| Posesión de balón | 62%               | 38%                |

### Cuartos de final

#### Brasil vs. Chile
| Cuartos de final; 2 de julio | Brasil      | 1:0 (0:0) | Chile | Estadio Nilton Santos, Río de Janeiro                                       |                                                                             |
| 21:00 (UTC-3)                | Paquetá 46' | Reporte   |       | Asistencia: Sin espectadores Árbitro(s): Patricio Loustau VAR: Andrés Cunha | Asistencia: Sin espectadores Árbitro(s): Patricio Loustau VAR: Andrés Cunha |

| 23         | Guardameta     | Ederson         |       |
| 2          | Defensa        | Danilo          |       |
| 4          | Defensa        | Marquinhos      |       |
| 3          | Defensa        | Thiago Silva    |       |
| 16         | Defensa        | Renan Lodi      | 90+1' |
| 5          | Centrocampista | Casemiro        |       |
| 8          | Centrocampista | Fred            |       |
| 9          | Centrocampista | Gabriel Jesus   |       |
| 20         | Centrocampista | Roberto Firmino | 46'   |
| 7          | Centrocampista | Richarlison     | 90+1' |
| 10         | Delantero      | Neymar          |       |
| Entrenador | Entrenador     | Tite            |       |

| 1          | Guardameta     | Claudio Bravo       |     |
| 4          | Defensa        | Mauricio Isla       |     |
| 6          | Defensa        | Francisco Sierralta |     |
| 17         | Defensa        | Gary Medel          |     |
| 18         | Defensa        | Sebastián Vegas     | 64' |
| 2          | Defensa        | Eugenio Mena        |     |
| 8          | Centrocampista | Arturo Vidal        |     |
| 13         | Centrocampista | Erick Pulgar        | 76' |
| 20         | Centrocampista | Charles Aránguiz    | 88' |
| 10         | Delantero      | Alexis Sánchez      | 46' |
| 11         | Delantero      | Eduardo Vargas      |     |
| Entrenador | Entrenador     | Martín Lasarte      |     |

| 17 | Centrocampista | Lucas Paquetá | 46'   |
| 19 | Delantero      | Éverton       | 90+1' |
| 14 | Defensa        | Éder Militão  | 90+1' |

| 22 | Delantero | Ben Brereton    | 46' |
| 21 | Delantero | Carlos Palacios | 64' |
| 9  | Delantero | Jean Meneses    | 76' |
| 3  | Delantero | Diego Valencia  | 88' |

| Anotado | 46' | Lucas Paquetá | 1−0 |

| Amonestado | 81' | Ederson |

| Amonestado | 58' | Francisco Sierralta |
| Amonestado | 76' | Carlos Palacios     |
| Amonestado | 88' | Arturo Vidal        |

| Expulsado | 48' | Gabriel Jesus |

| Árbitro             | Patricio Loustau    |
| Árbitros asistentes | Ezequiel Brailovsky |
| Árbitros asistentes | Gabriel Chade       |
| Cuarto árbitro      | Guillermo Guerrero  |
| VAR                 | Andrés Cunha        |
| Adicionales VAR     | Daniel Fedorczuk    |
| Adicionales VAR     | Chirstian Lescano   |
| Asesor de árbitros  | Amelio Andino       |

| 23         | Guardameta     | Ederson         |       |
| 2          | Defensa        | Danilo          |       |
| 4          | Defensa        | Marquinhos      |       |
| 3          | Defensa        | Thiago Silva    |       |
| 16         | Defensa        | Renan Lodi      | 90+1' |
| 5          | Centrocampista | Casemiro        |       |
| 8          | Centrocampista | Fred            |       |
| 9          | Centrocampista | Gabriel Jesus   |       |
| 20         | Centrocampista | Roberto Firmino | 46'   |
| 7          | Centrocampista | Richarlison     | 90+1' |
| 10         | Delantero      | Neymar          |       |
| Entrenador | Entrenador     | Tite            |       |

| 1          | Guardameta     | Claudio Bravo       |     |
| 4          | Defensa        | Mauricio Isla       |     |
| 6          | Defensa        | Francisco Sierralta |     |
| 17         | Defensa        | Gary Medel          |     |
| 18         | Defensa        | Sebastián Vegas     | 64' |
| 2          | Defensa        | Eugenio Mena        |     |
| 8          | Centrocampista | Arturo Vidal        |     |
| 13         | Centrocampista | Erick Pulgar        | 76' |
| 20         | Centrocampista | Charles Aránguiz    | 88' |
| 10         | Delantero      | Alexis Sánchez      | 46' |
| 11         | Delantero      | Eduardo Vargas      |     |
| Entrenador | Entrenador     | Martín Lasarte      |     |

| 17 | Centrocampista | Lucas Paquetá | 46'   |
| 19 | Delantero      | Éverton       | 90+1' |
| 14 | Defensa        | Éder Militão  | 90+1' |

| 22 | Delantero | Ben Brereton    | 46' |
| 21 | Delantero | Carlos Palacios | 64' |
| 9  | Delantero | Jean Meneses    | 76' |
| 3  | Delantero | Diego Valencia  | 88' |

| Anotado | 46' | Lucas Paquetá | 1−0 |

| Amonestado | 81' | Ederson |

| Amonestado | 58' | Francisco Sierralta |
| Amonestado | 76' | Carlos Palacios     |
| Amonestado | 88' | Arturo Vidal        |

| Expulsado | 48' | Gabriel Jesus |

| Árbitro             | Patricio Loustau    |
| Árbitros asistentes | Ezequiel Brailovsky |
| Árbitros asistentes | Gabriel Chade       |
| Cuarto árbitro      | Guillermo Guerrero  |
| VAR                 | Andrés Cunha        |
| Adicionales VAR     | Daniel Fedorczuk    |
| Adicionales VAR     | Chirstian Lescano   |
| Asesor de árbitros  | Amelio Andino       |

| Estadísticas      | Bandera de Brasil | Bandera de Chile |
| Tiros             | 10                | 11               |
| Tiros a puerta    | 5                 | 5                |
| Faltas            | 13                | 12               |
| Saques de esquina | 4                 | 6                |
| Penaltis          | 0                 | 0                |
| Fueras de juego   | 1                 | 4                |
| Posesión de balón | 50%               | 50%              |

### Semifinales

#### Brasil vs. Perú
| Semifinales; 5 de julio | Brasil      | 1:0 (1:0) | Perú | Estadio Nilton Santos, Río de Janeiro                                    |                                                                          |
| 20:00 (UTC-3)           | Paquetá 35' | Reporte   |      | Asistencia: Sin espectadores Árbitro(s): Roberto Tobar VAR: Derlis López | Asistencia: Sin espectadores Árbitro(s): Roberto Tobar VAR: Derlis López |

| 23         | Guardameta     | Ederson       |       |
| 2          | Defensa        | Danilo        |       |
| 4          | Defensa        | Marquinhos    |       |
| 3          | Defensa        | Thiago Silva  |       |
| 16         | Defensa        | Renan Lodi    | 85'   |
| 8          | Centrocampista | Fred          | 85'   |
| 5          | Centrocampista | Casemiro      |       |
| 19         | Centrocampista | Éverton       | 70'   |
| 17         | Centrocampista | Lucas Paquetá | 90+2' |
| 7          | Centrocampista | Richarlison   | 85'   |
| 10         | Delantero      | Neymar        |       |
| Entrenador | Entrenador     | Tite          |       |

| 1          | Guardameta     | Pedro Gallese       |     |
| 22         | Defensa        | Alexander Callens   |     |
| 15         | Defensa        | Christian Ramos     | 46' |
| 4          | Defensa        | Anderson Santamaría |     |
| 3          | Centrocampista | Aldo Corzo          | 75' |
| 8          | Centrocampista | Sergio Peña         |     |
| 13         | Centrocampista | Renato Tapia        | 89' |
| 19         | Centrocampista | Yoshimar Yotún      |     |
| 6          | Centrocampista | Miguel Trauco       | 46' |
| 10         | Centrocampista | Christian Cueva     | 81' |
| 9          | Delantero      | Gianluca Lapadula   |     |
| Entrenador | Entrenador     | Ricardo Gareca      |     |

| 11 | Centrocampista | Éverton Ribeiro | 70'   |
| 15 | Centrocampista | Fabinho         | 85'   |
| 14 | Defensa        | Éder Militão    | 85'   |
| 18 | Delantero      | Vinícius Júnior | 85'   |
| 25 | Centrocampista | Douglas Luiz    | 90+2' |

| 16 | Defensa        | Marcos López    | 46' |
| 24 | Centrocampista | Raziel García   | 46' |
| 26 | Defensa        | Jhilmar Lora    | 75' |
| 20 | Delantero      | Santiago Ormeño | 81' |
| 7  | Centrocampista | Martín Távara   | 89' |

| Anotado | 35' | Lucas Paquetá | 1−0 |

| Amonestado | 89' | Vinícius Júnior |

| Amonestado | 56' | Yoshimar Yotún |
| Amonestado | 90' | Marcos López   |

| Árbitro             | Roberto Tobar       |
| Árbitros asistentes | Christian Schiemann |
| Árbitros asistentes | Claudio Ríos        |
| Cuarto árbitro      | Alexis Herrera      |
| Quinto árbitro      | Edwar Saavedra      |
| VAR                 | Derlis López        |
| Adicionales VAR     | Eber Aquino         |
| Adicionales VAR     | Milcíades Saldívar  |
| Asesor de árbitros  | Ubaldo Aquino       |

| 23         | Guardameta     | Ederson       |       |
| 2          | Defensa        | Danilo        |       |
| 4          | Defensa        | Marquinhos    |       |
| 3          | Defensa        | Thiago Silva  |       |
| 16         | Defensa        | Renan Lodi    | 85'   |
| 8          | Centrocampista | Fred          | 85'   |
| 5          | Centrocampista | Casemiro      |       |
| 19         | Centrocampista | Éverton       | 70'   |
| 17         | Centrocampista | Lucas Paquetá | 90+2' |
| 7          | Centrocampista | Richarlison   | 85'   |
| 10         | Delantero      | Neymar        |       |
| Entrenador | Entrenador     | Tite          |       |

| 1          | Guardameta     | Pedro Gallese       |     |
| 22         | Defensa        | Alexander Callens   |     |
| 15         | Defensa        | Christian Ramos     | 46' |
| 4          | Defensa        | Anderson Santamaría |     |
| 3          | Centrocampista | Aldo Corzo          | 75' |
| 8          | Centrocampista | Sergio Peña         |     |
| 13         | Centrocampista | Renato Tapia        | 89' |
| 19         | Centrocampista | Yoshimar Yotún      |     |
| 6          | Centrocampista | Miguel Trauco       | 46' |
| 10         | Centrocampista | Christian Cueva     | 81' |
| 9          | Delantero      | Gianluca Lapadula   |     |
| Entrenador | Entrenador     | Ricardo Gareca      |     |

| 11 | Centrocampista | Éverton Ribeiro | 70'   |
| 15 | Centrocampista | Fabinho         | 85'   |
| 14 | Defensa        | Éder Militão    | 85'   |
| 18 | Delantero      | Vinícius Júnior | 85'   |
| 25 | Centrocampista | Douglas Luiz    | 90+2' |

| 16 | Defensa        | Marcos López    | 46' |
| 24 | Centrocampista | Raziel García   | 46' |
| 26 | Defensa        | Jhilmar Lora    | 75' |
| 20 | Delantero      | Santiago Ormeño | 81' |
| 7  | Centrocampista | Martín Távara   | 89' |

| Anotado | 35' | Lucas Paquetá | 1−0 |

| Amonestado | 89' | Vinícius Júnior |

| Amonestado | 56' | Yoshimar Yotún |
| Amonestado | 90' | Marcos López   |

| Árbitro             | Roberto Tobar       |
| Árbitros asistentes | Christian Schiemann |
| Árbitros asistentes | Claudio Ríos        |
| Cuarto árbitro      | Alexis Herrera      |
| Quinto árbitro      | Edwar Saavedra      |
| VAR                 | Derlis López        |
| Adicionales VAR     | Eber Aquino         |
| Adicionales VAR     | Milcíades Saldívar  |
| Asesor de árbitros  | Ubaldo Aquino       |

| Estadísticas      | Bandera de Brasil | Bandera de Perú |
| Tiros             | 15                | 7               |
| Tiros a puerta    | 8                 | 2               |
| Faltas            | 12                | 16              |
| Saques de esquina | 3                 | 3               |
| Penaltis          | 0                 | 0               |
| Fueras de juego   | 0                 | 3               |
| Posesión de balón | 56%               | 44%             |

### Final

#### Argentina vs. Brasil
| Final; 10 de julio | Argentina    | 1:0 (1:0) | Brasil | Estadio Maracaná, Río de Janeiro               |                                                |
| 21:00 (UTC-3)      | Di María 22' | Reporte   |        | Árbitro(s): Esteban Ostojich VAR: Andrés Cunha | Árbitro(s): Esteban Ostojich VAR: Andrés Cunha |

| 23         | Guardameta     | Emiliano Martínez |     |
| 4          | Defensa        | Gonzalo Montiel   |     |
| 13         | Defensa        | Cristian Romero   | 79' |
| 19         | Defensa        | Nicolás Otamendi  |     |
| 8          | Defensa        | Marcos Acuña      |     |
| 7          | Centrocampista | Rodrigo de Paul   |     |
| 5          | Centrocampista | Leandro Paredes   | 54' |
| 20         | Centrocampista | Giovani Lo Celso  | 63' |
| 10         | Delantero      | Lionel Messi      |     |
| 22         | Delantero      | Lautaro Martínez  | 79' |
| 11         | Delantero      | Ángel Di María    | 79' |
| Entrenador | Entrenador     | Lionel Scaloni    |     |

| 23         | Guardameta     | Ederson       |     |
| 2          | Defensa        | Danilo        |     |
| 4          | Defensa        | Marquinhos    |     |
| 3          | Defensa        | Thiago Silva  |     |
| 16         | Defensa        | Renan Lodi    | 74' |
| 5          | Centrocampista | Casemiro      |     |
| 8          | Centrocampista | Fred          | 46' |
| 7          | Centrocampista | Richarlison   |     |
| 17         | Centrocampista | Lucas Paquetá | 74' |
| 19         | Centrocampista | Éverton       | 63' |
| 10         | Delantero      | Neymar        |     |
| Entrenador | Entrenador     | Tite          |     |

| 18 | Centrocampista | Guido Rodríguez    | 54' |
| 3  | Defensa        | Nicolás Tagliafico | 63' |
| 14 | Centrocampista | Exequiel Palacios  | 79' |
| 6  | Defensa        | Germán Pezzella    | 79' |
| 15 | Delantero      | Nicolás González   | 79' |

| 20 | Delantero | Roberto Firmino | 46' |
| 18 | Delantero | Vinícius Júnior | 63' |
| 13 | Defensa   | Emerson         | 74' |
| 21 | Delantero | Gabriel Barbosa | 74' |

| Anotado | 22' | Ángel Di María | 1−0 |

| Amonestado | 33' | Leandro Paredes  |
| Amonestado | 51' | Giovani Lo Celso |
| Amonestado | 68' | Rodrigo de Paul  |
| Amonestado | 81' | Nicolás Otamendi |
| Amonestado | 89' | Gonzalo Montiel  |

| Amonestado | 3'  | Fred          |
| Amonestado | 70' | Renan Lodi    |
| Amonestado | 72' | Lucas Paquetá |
| Amonestado | 82' | Marquinhos    |

| Árbitro             | Esteban Ostojich |
| Árbitros asistentes | Carlos Barreiro  |
| Árbitros asistentes | Martín Soppi     |
| Cuarto árbitro      | Diego Haro       |
| Quinto árbitro      | José Antelo      |
| VAR                 | Andrés Cunha     |
| Adicionales VAR     | Daniel Fedorczuk |
| Adicionales VAR     | Alexander Guzmán |
| Adicionales VAR     | Jhon Ospina      |
| Asesor de árbitros  | Ubaldo Aquino    |

| 23         | Guardameta     | Emiliano Martínez |     |
| 4          | Defensa        | Gonzalo Montiel   |     |
| 13         | Defensa        | Cristian Romero   | 79' |
| 19         | Defensa        | Nicolás Otamendi  |     |
| 8          | Defensa        | Marcos Acuña      |     |
| 7          | Centrocampista | Rodrigo de Paul   |     |
| 5          | Centrocampista | Leandro Paredes   | 54' |
| 20         | Centrocampista | Giovani Lo Celso  | 63' |
| 10         | Delantero      | Lionel Messi      |     |
| 22         | Delantero      | Lautaro Martínez  | 79' |
| 11         | Delantero      | Ángel Di María    | 79' |
| Entrenador | Entrenador     | Lionel Scaloni    |     |

| 23         | Guardameta     | Ederson       |     |
| 2          | Defensa        | Danilo        |     |
| 4          | Defensa        | Marquinhos    |     |
| 3          | Defensa        | Thiago Silva  |     |
| 16         | Defensa        | Renan Lodi    | 74' |
| 5          | Centrocampista | Casemiro      |     |
| 8          | Centrocampista | Fred          | 46' |
| 7          | Centrocampista | Richarlison   |     |
| 17         | Centrocampista | Lucas Paquetá | 74' |
| 19         | Centrocampista | Éverton       | 63' |
| 10         | Delantero      | Neymar        |     |
| Entrenador | Entrenador     | Tite          |     |

| 18 | Centrocampista | Guido Rodríguez    | 54' |
| 3  | Defensa        | Nicolás Tagliafico | 63' |
| 14 | Centrocampista | Exequiel Palacios  | 79' |
| 6  | Defensa        | Germán Pezzella    | 79' |
| 15 | Delantero      | Nicolás González   | 79' |

| 20 | Delantero | Roberto Firmino | 46' |
| 18 | Delantero | Vinícius Júnior | 63' |
| 13 | Defensa   | Emerson         | 74' |
| 21 | Delantero | Gabriel Barbosa | 74' |

| Anotado | 22' | Ángel Di María | 1−0 |

| Amonestado | 33' | Leandro Paredes  |
| Amonestado | 51' | Giovani Lo Celso |
| Amonestado | 68' | Rodrigo de Paul  |
| Amonestado | 81' | Nicolás Otamendi |
| Amonestado | 89' | Gonzalo Montiel  |

| Amonestado | 3'  | Fred          |
| Amonestado | 70' | Renan Lodi    |
| Amonestado | 72' | Lucas Paquetá |
| Amonestado | 82' | Marquinhos    |

| Árbitro             | Esteban Ostojich |
| Árbitros asistentes | Carlos Barreiro  |
| Árbitros asistentes | Martín Soppi     |
| Cuarto árbitro      | Diego Haro       |
| Quinto árbitro      | José Antelo      |
| VAR                 | Andrés Cunha     |
| Adicionales VAR     | Daniel Fedorczuk |
| Adicionales VAR     | Alexander Guzmán |
| Adicionales VAR     | Jhon Ospina      |
| Asesor de árbitros  | Ubaldo Aquino    |

| Estadísticas      | Bandera de Argentina | Bandera de Brasil |
| Tiros             | 6                    | 13                |
| Tiros a puerta    | 2                    | 2                 |
| Faltas            | 19                   | 22                |
| Saques de esquina | 1                    | 4                 |
| Penaltis          | 0                    | 0                 |
| Fueras de juego   | 0                    | 3                 |
| Posesión de balón | 40%                  | 60%               |

## Estadísticas

### Participación de jugadores
| N.° | Pos        | Jugador        | PJ | Minutos jugados | Goles recibidos | Atajos | Tarjetas amarillas | Doble tarjeta amarilla y roja | Tarjetas rojas |
| --- | ---------- | -------------- | -- | --------------- | --------------- | ------ | ------------------ | ----------------------------- | -------------- |
| 1   | Guardameta | Alisson Becker | 2  | 180             | 1               | 3      | 0                  | 0                             | 0              |
| 12  | Guardameta | Weverton       | 1  | 90              | 1               | 1      | 0                  | 0                             | 0              |
| 23  | Guardameta | Ederson        | 4  | 360             | 1               | 10     | 1                  | 0                             | 0              |

| N.° | Pos            | Jugador         | PJ | Minutos jugados | Goles | Asistencias | Tarjetas Amarillas | Doble tarjeta amarilla y roja | Tarjetas rojas |
| --- | -------------- | --------------- | -- | --------------- | ----- | ----------- | ------------------ | ----------------------------- | -------------- |
| 2   | Defensa        | Danilo          | 7  | 575             | 0     | 0           | 0                  | 0                             | 0              |
| 3   | Defensa        | Thiago Silva    | 5  | 450             | 0     | 0           | 0                  | 0                             | 0              |
| 4   | Defensa        | Marquinhos      | 6  | 540             | 1     | 0           | 1                  | 0                             | 0              |
| 5   | Centrocampista | Casemiro        | 6  | 477             | 1     | 0           | 0                  | 0                             | 0              |
| 6   | Defensa        | Alex Sandro     | 3  | 184             | 1     | 0           | 1                  | 0                             | 0              |
| 7   | Delantero      | Richarlison     | 7  | 464             | 1     | 1           | 0                  | 0                             | 0              |
| 8   | Centrocampista | Fred            | 6  | 463             | 0     | 1           | 1                  | 0                             | 0              |
| 9   | Delantero      | Gabriel Jesús   | 4  | 282             | 0     | 1           | 1                  | 0                             | 1              |
| 10  | Delantero      | Neymar          | 6  | 540             | 2     | 3           | 1                  | 0                             | 0              |
| 11  | Centrocampista | Éverton Ribeiro | 5  | 167             | 1     | 0           | 1                  | 0                             | 0              |
| 13  | Defensa        | Emerson         | 3  | 112             | 0     | 0           | 0                  | 0                             | 0              |
| 14  | Defensa        | Éder Militão    | 5  | 275             | 1     | 0           | 0                  | 0                             | 0              |
| 15  | Centrocampista | Fabinho         | 4  | 190             | 0     | 0           | 0                  | 0                             | 0              |
| 16  | Defensa        | Renan Lodi      | 7  | 384             | 0     | 1           | 2                  | 0                             | 0              |
| 17  | Centrocampista | Lucas Paquetá   | 6  | 354             | 2     | 0           | 1                  | 0                             | 0              |
| 18  | Delantero      | Vinícius Júnior | 4  | 64              | 0     | 0           | 1                  | 0                             | 0              |
| 19  | Delantero      | Éverton         | 6  | 269             | 0     | 0           | 1                  | 0                             | 0              |
| 20  | Delantero      | Roberto Firmino | 5  | 171             | 1     | 0           | 0                  | 0                             | 0              |
| 21  | Delantero      | Gabriel Barbosa | 5  | 189             | 1     | 0           | 1                  | 0                             | 0              |
| 22  | Defensa        | Felipe          | 0  | 0               | 0     | 0           | 0                  | 0                             | 0              |
| 24  | Centrocampista | Douglas Luiz    | 2  | 63              | 0     | 0           | 0                  | 0                             | 0              |

### Goleadores
| N.°   | Jugador         | Anotado | PJ | Prom. | Jugada | Cabeza | TL | Penal |
| ----- | --------------- | ------- | -- | ----- | ------ | ------ | -- | ----- |
| 1     | Neymar          | 2       | 6  | 0.33  | 1      | 0      | 0  | 1     |
| 1     | Lucas Paquetá   | 2       | 6  | 0.33  | 2      | 0      | 0  | 0     |
| 2     | Richarlison     | 1       | 7  | 0.14  | 1      | 0      | 0  | 0     |
| 2     | Marquinhos      | 1       | 6  | 0.17  | 1      | 0      | 0  | 0     |
| 2     | Casemiro        | 1       | 6  | 0.17  | 0      | 1      | 0  | 0     |
| 2     | Éder Militão    | 1       | 5  | 0.2   | 0      | 1      | 0  | 0     |
| 2     | Roberto Firmino | 1       | 5  | 0.2   | 0      | 1      | 0  | 0     |
| 2     | Gabriel Barbosa | 1       | 5  | 0.2   | 1      | 0      | 0  | 0     |
| 2     | Éverton Ribeiro | 1       | 5  | 0.2   | 1      | 0      | 0  | 0     |
| 2     | Alex Sandro     | 1       | 3  | 0.33  | 1      | 0      | 0  | 0     |
| Total | Total           | 12      | 54 | 0.22  | 8      | 3      | 0  | 1     |

### Asistencias
| N.°   | Jugador       | Asistencia | Jugada | Cabeza | TL | SdE |
| ----- | ------------- | ---------- | ------ | ------ | -- | --- |
| 1     | Neymar        | 3          | 2      | 0      | 0  | 1   |
| 2     | Gabriel Jesús | 1          | 1      | 0      | 0  | 0   |
| 2     | Fred          | 1          | 1      | 0      | 0  | 0   |
| 2     | Richarlison   | 1          | 1      | 0      | 0  | 0   |
| 2     | Renan Lodi    | 1          | 1      | 0      | 0  | 0   |
| 2     | Éverton       | 1          | 0      | 0      | 1  | 0   |
| Total | Total         | 8          | 6      | 0      | 1  | 1   |

### Sanciones disciplinarias
| N.°   | Jugador         | Amonestado | Otorgado · Expulsado | Expulsado | Sanción                            |
| ----- | --------------- | ---------- | -------------------- | --------- | ---------------------------------- |
| 1     | Renan Lodi      | 2          | 0                    | 0         |                                    |
| 2     | Gabriel Barbosa | 1          | 0                    | 0         |                                    |
| 2     | Gabriel Jesús   | 1          | 0                    | 1         | Dos partidos (Semifinales y Final) |
| 2     | Alex Sandro     | 1          | 0                    | 0         |                                    |
| 2     | Éverton Ribeiro | 1          | 0                    | 0         |                                    |
| 2     | Neymar          | 1          | 0                    | 0         |                                    |
| 2     | Ederson         | 1          | 0                    | 0         |                                    |
| 2     | Vinícius Júnior | 1          | 0                    | 0         |                                    |
| 2     | Fred            | 1          | 0                    | 0         |                                    |
| 2     | Lucas Paquetá   | 1          | 0                    | 0         |                                    |
| 2     | Marquinhos      | 1          | 0                    | 0         |                                    |
| Total | Total           | 12         | 0                    | 1         |                                    |